# Архиепархия Медана
Архиепархия Медана (лат. Archidioecesis Medanensis) — архиепархия Римско-Католической церкви с центром в городе Медан, Индонезия. В митрополию Медана входят епархии Паданга, Сиболги. В Медане находится церковь Пресвятой Девы Марии, которая является паломническим центром индонезийских католиков.

## История
30 июня 1911 года Римский папа Пий X учредил апостольскую префектуру Суматры, выделив её из апостольского викариата Бата́вии (сегодня — Архиепархия Джакарты).
27 декабря 1923 года Римский папа Пий XI издал бреве Cum propagationi, которым передал часть территории апостольской префектуры Суматры новым апостольской префектуре Бенкоэлена (сегодня — Архиепархия Палембанга), Бангка и Билитоан (сегодня — Епархия Панкалпинанга). В этот же день апостольская префектура Суматры была переименована в апостольскую префектуру Паданга.
18 июля 1932 года Римский папа Пий XI издал буллу Ut aucto, которой преобразил апостольскую префектуру Паданга в апостольский викариат. 23 декабря 1941 года апостольский викариат Паданга был переименован в апостольский викариат Медана.
19 июня 1952 года и 17 ноября 1959 года апостольский викариат Медана передал часть своей территории новым апостольским викариатам Паданага (сегодня — Епархия Паданга) и Сиболги (сегодня — Епархия Сиболги).
3 января 1961 года Римский папа Иоанн XXIII издал буллу Quod Christus, которой преобразовал апостольский викариат Медана в архиепархию.

## Ординарии архиепархии
- епископ Giacomo Cluts (1911—1916);
- епископ Liberato da Exel (1916—1921);
- епископ Mattia Leonardo Trudone Brans (1921—1954);
- архиепископ Antoine Henri van den Hurk (1955—1976);
- архиепископ Альфред Гонти Пий Датубара (24.05.1976—12.02.2009);
- архиепископ Аницет Бонгсу Антоний Синага (12.02.2009 — 07.11.2020).

## Источник
- Annuario Pontificio, Libreria Editrice Vaticana, Città del Vaticano, 2003, ISBN 88-209-7422-3
- Булла Ut aucto Архивная копия от 27 марта 2010 на Wayback Machine, AAS 24 (1932), стр. 398  (лат.)
- Булла Quod Christus Архивная копия от 7 октября 2013 на Wayback Machine, AAS 53 (1961), p. 244  (лат.)